# She Hate Me
She Hate Me es una película cómica escrita y dirigida por Spike Lee y protagonizada por Anthony Mackie, Kerry Washington y Ellen Barkin.
Es una película polémica, como la mayoría de las de Spike Lee, que toca temas dramáticos y políticos. La película fue realizada en su totalidad en la Ciudad de Nueva York, incluyendo cada uno de los cinco "boroughs". She Hate Me, titulada Ella me odia en España, se estrenó en julio de 2004 y recaudó casi medio millón de dólares en la taquilla en un lanzamiento limitado.

## Sinopsis
Un hombre heterosexual, experto en biotecnología, licenciado por la universidad de Harvard, se dedica a dejar embarazadas a lesbianas ricas por 10 000 dólares cada inseminación, tras ser despedido de su trabajo por desvelar los métodos corruptos de sus superiores.

## Reparto
- Anthony Mackie - Jack Armstrong
- Kerry Washington - Fatima Goodrich
- Ellen Barkin - Margo Chadwick
- Monica Bellucci - Simona Bonasera
- Jim Brown - Geronimo Armstrong
- Brian Dennehy - Chairman Billy Church
- Woody Harrelson - Leland Powell
- Bai Ling - Oni
- Q-Tip
- Dania Ramírez - Alejandra "Alex" Gurerro
- John Turturro - Don Angelo Bonasera
- Jamel Debbouze
- Lonette McKee - Lottie Armsrong
- Paula Jai Parker - Evelyn
- Sarita Choudhury - Song
- Ossie Davis - Judge Buchanan
- David Bennent - Dr. Herman Schiller